# Cyprien Ier de Constantinople

Cyprien Ier de Constantinople (en grec : Κυπριανός) est patriarche de Constantinople du 27 octobre 1707 à fin mai 1709, puis de début novembre 1713 au 28 février 1714.